# Jacqueline Beer

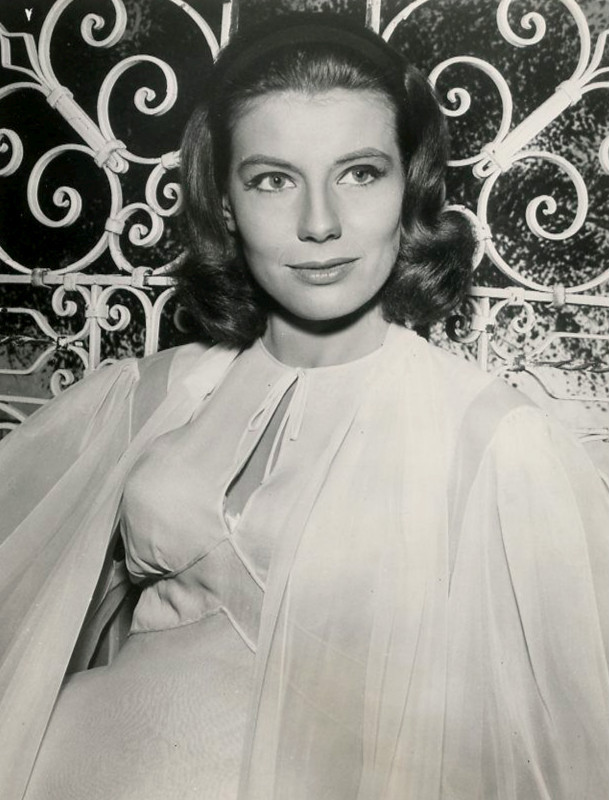
Jacqueline Beer, 1962

Jacqueline Beer (* 14. Oktober 1932 in Paris als Jacqueline Vangramberg), manchmal als Jacqueline Bär bezeichnet, ist eine französisch-US-amerikanische ehemalige Film- und Fernsehschauspielerin.

## Allgemeines
Jacqueline Beer trat als Miss France beim Miss-Universe-Schönheitswettbewerb 1954 an. Sie ist Vorsitzende des Board of Directors des Thor Heyerdahl Instituts in Larvik, Norwegen, dem Geburtsort ihres letzten Mannes, des Wissenschaftlers Thor Heyerdahl.

## Kindheit
Beers Vater war ein bekannter Schriftsteller und Besitzer einer großen Pferdefarm. Sie besuchte die Schule in einem Kloster, in der Nähe von Paris. Zwei Jahre später lebte sie in Middlesex, Großbritannien.

## Karriere
Kurz nach ihrer Teilnahme am Miss-Universe-Wettbewerb 1954 unterzeichnete Beer einen Vertrag mit Paramount Pictures. Ihr amerikanisches Filmdebüt gab sie 1956, als sie in That Certain Feeling eine nicht im Abspann genannte Rolle als Model spielte. Sie war in Fernsehshows wie Maverick und Sugarfoot von Warner Bros. zu sehen und erhielt im April 1959 einen langfristigen Vertrag. Des Weiteren hatte sie Auftritte in Screaming Eagles (1956), Der Preis (1963), Solo für O.N.C.E.L. (1964) und The George Burns and Gracie Allen Show (1950). Sie ist heute für ihre fünfjährige Rolle als Suzanne „Frenchy“ Fabray bekannt, der charmanten und effizienten Telefonistin (und gelegentlichen Ermittlerin) in der klassischen Detektiv-Fernsehserie 77 Sunset Strip.

## Persönliches Leben
Beer heiratete am 26. November 1955 den Buchhalter Jean Antoine Garcia Roady. Sie hatten zwei Söhne, Serge und Laurent, und eine Tochter, Sabine.
1991 heiratete Beer den norwegischen Abenteurer und Ethnographen Thor Heyerdahl. Sie blieben bis zu seinem Tod am 18. April 2002 verheiratet. Beer war Thors dritte Frau. Sie lebten auf Teneriffa, den Kanarischen Inseln, und waren bis zu seinem Tod sehr aktiv an archäologischen Projekten beteiligt, insbesondere in Túcume, Peru und Asow. Nach seinem Tod blieb Beer im Thor Heyerdahl-Forschungszentrum in Aylesbury, Großbritannien, aktiv und ist auch Vorsitzende des Verwaltungsrates.
Beer ist eine Tante des bekannten kanadischen Schauspielers Christopher Heyerdahl. Thor Heyerdahl war der Cousin von Christophers Vater.

## Filmografie
- 1955: The People’s Choice (Fernsehserie, Folge 1x04)
- 1956: Lux Video Theatre (Fernsehserie, Folge 6x25)
- 1956: Mit blanker Waffe (Screaming Eagles)
- 1956: Ich heirate meine Frau (That Certain Feeling)
- 1956–1957: The George Burns and Gracie Allen Show (Fernsehserie, 5 Folgen)
- 1957: Die seltsamen Abenteuer des Hiram Holliday (Fernsehserie, Folge 1x16)
- 1957: Mit dem Satan auf Du (Short Cut to Hell)
- 1958: Maverick (Fernsehserie, Folge 1x18)
- 1958: Schlitz Playhouse of Stars (Fernsehserie, Folge 7x30)
- 1958: Target (Fernsehserie, Folge 1x12)
- 1958: Die Augenzeugin (Girl on the Run)
- 1958: Playhouse 90 (Fernsehserie, Folge 3x04)
- 1958: König der Freibeuter (The Buccaneer)
- 1958–1963: 77 Sunset Strip (Fernsehserie, 125 Folgen)
- 1959: Sugarfoot (Fernsehserie, Folge 2x14)
- 1959: Stunde der Entscheidung (Markham, Fernsehserie, Folge 1x01)
- 1959: Über den Gassen von Nizza (The Man Who Understood Women)
- 1959: Bettgeflüster (Pillow Talk)
- 1960: Gold in Alaska (The Alaskans, Fernsehserie, Folge 1x20)
- 1961/1962: Bronco (Fernsehserie, 2 Folgen)
- 1962: Surfside 6 (Fernsehserie, Folge 2x32)
- 1963: Der Preis (The Prize)
- 1965: Gauner gegen Gauner (The Rogues, Fernsehserie, Folge 1x17)
- 1965: Mr. Ed (Mister Ed, Fernsehserie, Folge 6x01)
- 1965: Wettlauf mit dem Tod (Run for Your Life, Fernsehserie, Folge 1x01)
- 1965: Solo für O.N.C.E.L. (The Man from U.N.C.L.E., Fernsehserie, Folge 2x06)
- 1966: Daniel Boone (Fernsehserie, Folge 2x16)
- 1966: Paris ist voller Liebe (Made in Paris)
- 1966: Jericho (Fernsehserie, Folge 1x03)
- 1979: Victor Charlie ruft Lima Sierra (The French Atlantic Affair, Miniserie, 3 Folgen)